# Xã Mayhew Lake, Quận Benton, Minnesota
Xã Mayhew Lake (tiếng Anh: Mayhew Lake Township) là một xã thuộc quận Benton, tiểu bang Minnesota, Hoa Kỳ. Năm 2010, dân số của xã này là 831 người.